# Иванова, Амина Геннадьевна
Ами́на Генна́дьевна Ивано́ва (род. 23 февраля 2001, Вязьма, Смоленская область) — российская биатлонистка, призёр чемпионата России. Мастер спорта России (2020).

## Биография
Родилась в Вязьме Смоленской области. С 2010 года занималась лыжными гонками, а спустя 6 лет перешла в биатлон. Первым наставником Амины был Александр Шуровский, личный тренер — Иван Лисичкин.
Выпускница спортивной школы г. Вязьма. Окончила Смоленскую государственную академию физической культуры, спорта и туризма, по специальности «тренер».
До 2023 года на внутрироссийских соревнованиях выступала за родную Смоленскую область, сейчас представляет Московскую область.

### Спортивная карьера
Неоднократно становилась победителем и призёром всероссийских соревнований среди юниорок как в лыжах, так и в биатлоне.
Дебютировала на международных соревнованиях в январе 2019 года на юношеском чемпионате мира в словацком Брезно-Осрблье, где лучшим результатом стало 9-е место в индивидуальной гонке. В сезоне 2019/20 выиграла свою единственную награду на международном юниорском уровне, завоевав серебро в индивидуальной гонке на первенстве Европы в Хохфильцене.
В последующих двух сезонах участвовала на юниорских чемпионатах мира, но медалей там не завоевала. По итогам сезона 2021/22 Амина стала лучшей среди россиянок в общем зачёте юниорского Кубка IBU с пятым местом в итоговом рейтинге.
В сезоне 2023/24 выиграла свою первую медаль на чемпионате России, став третьей в эстафете в составе команды Московской области.

## Результаты

### Юниорские и молодёжные достижения
| Год  | Место проведения  | Возраст | Инд | Спр | Пр | Эст | См |
| ---- | ----------------- | ------- | --- | --- | -- | --- | -- |
| 2019 | ЧМ Брезно-Осрблье | U19     | 9   | 22  | 20 | 7   | —  |
| 2020 | ЧМ Ленцерхайде    | U19     | 30  | 17  | 39 | —   | —  |
| 2020 | ЧЕ Хохфильцен     | U22     | 2   | 33  | —  | —   | —  |
| 2021 | ЧМ Обертиллиах    | U22     | 22  | 47  | 21 | 4   | —  |
| 2022 | ЧЕ Поклюка        | U22     | 12  | 50  | 12 | —   | 7  |
| 2022 | ЧМ Солт-Лейк-Сити | U22     | 20  | 20  | 16 | —   | —  |